# Station Gertenbach
Station Gertenbach (Haltepunkt Gertenbach, ook wel Haltepunkt Witzenhauzen-Gertenbach) is een spoorwegstation in de Duitse plaats Gertenbach, in de deelstaat Hessen. Het station ligt aan de spoorlijn Halle - Hann. Münden. Soms wordt de stationsnaam ook wel geschreven als Witzenhausen-Gertenbach, door de ligging in de gemeente Witzenhausen.

## Indeling
Het station heeft twee zijperrons, die niet zijn niet overkapt maar voorzien van abri's. De perrons zijn onderling verbonden via de onderdoorgang in de straat Bahnhofstraße. Bij het station bevinden zich een parkeerterrein en een fietsenstalling.

## Verbindingen
De volgende treinseries doen het station Gertenbach aan:
| Serie | Treinsoort            | Route                                                           | Bijzonderheden |
| ----- | --------------------- | --------------------------------------------------------------- | -------------- |
| R 8   | Regionalbahn (cantus) | Göttingen – Eichenberg – Gertenbach – Hann. Münden – Kassel Hbf |                |